# Estonia (Unternehmen)
Estonia ist eine Klavierfabrik für Flügel mit Sitz in Tallinn.

## Geschichte
Die Geschichte des Klavierbaus in Estland begann im Jahr 1779, als der Bremer Klavier- und Instrumentenbauer Johann Friedrich Gräbner (1753–1812) nach Tallinn auswanderte und dort eine Werkstatt eröffnete. Ihm folgten weitere estnische und deutschbaltische Klavierbauer.
1922 gründete der deutschbaltische Unternehmer Ernst Ihse (1872–1964) (estnisch Ernst Hiis) den Vorläufer der heutigen Klavierfabrik Estonia, Die "Astron AG" in Dorpat. Er hatte zuvor Klavierbau unter anderem in Deutschland bei Rathke, Steinway und Blüthner gelernt. Seine Klaviere trugen nach seinem Namen die Bezeichnung Ihse oder ab 1914 durch Kriegsausbruch nur noch (estnisch) Hiis. 1903 gründete er seine eigene Firma mit dem Namen E. A. Ihse. Seit 1907 übernahm er auch Aufträge der Firma Zimmermann. Am 1. Juli 1915 verkaufte Hiis die Maschinen seiner Fabrik an die größere Pianofabrik der Gebrüder R. A. Diederichs in Sankt Petersburg und wurde technischer Leiter bei diesem Unternehmen, wo er bis 1918 blieb. Am Ende des Jahres 1918 kehrte Hiis nach Estland zurück. Zwischen 1919 und 1922 arbeitete er in der Moor Klavierfabrik Tartu. Im Jahr 1923 besuchte Hiis Paris und machte sich mit den Klavieren von Érard vertraut – der ältesten Klavierfabrik in Frankreich. Von 1923 bis 1926 war er technischer Leiter der Astron Klavierfabrik. Im Jahr 1927 eröffnete er wieder seine eigene Werkstatt, um Klaviere und Babykonzertflügel zu bauen.
Mit der sowjetischen Besetzung Estlands wurde die Firma enteignet. Sie war von 1950 an unter dem Namen Estonia als staatliches Unternehmen einer der herausragendsten Klavierbauer der Sowjetunion. Kleinere estnische Klavierfabriken wurden ihr angeschlossen. Estonia bot für den Verkauf innerhalb der Sowjetunion zwei Modelle von Konzertflügeln (190 cm und 273 cm) an.
Mit der Wiedererlangung der estnischen Unabhängigkeit wurde die Firma 1993 privatisiert. 1995 kaufte sie der estnische Pianist Dr. Indrek Laul, der in Amerika Klavier studiert hatte. Laul baute sie zu einem modernen europäischen Unternehmen um und verbesserte die Qualität der Flügel fortlaufend. 2003 wurde ein neues Fabrikgelände in Tallinn eröffnet.
Estonia stellt heute etwa 400 Flügel pro Jahr in Handarbeit her. Der Klang eines Estonia-Flügels wird als „warm, reich, tief und romantisch“ beschrieben. Derzeit bietet die Firma drei Modelle an: L168 Studioflügel (Länge: 168 cm), L190 Salonflügel (190 cm) und L274 Konzertflügel (274 cm). Kurz vor Markteinführung steht ein Flügel der bei Pianisten sehr gefragten „B“-Größe mit einer Länge von ca. 215 cm (Stand Mitte 2011).
Das Gehäuse der Flügel wird aus Birke hergestellt, die Rasten aus Fichte und der Resonanzboden aus sibirischer Fichte. Stimmstock, Wirbel, Saiten und
Hämmer stammen aus Deutschland.
Hauptabsatzmarkt der Estonia-Flügel sind derzeit mit über 90 % die Vereinigten Staaten.